# 올레니우카 포로 수용소 폭격
올레니우카 포로 수용소 폭격에 관한 문서이다.
2022년 7월 29일, 러시아의 우크라이나 침공 당시, 도네츠크주 올레니우카 근처 몰로디즈네에 있는 러시아 운영 교도소의 우크라이나 전쟁 포로 수용 건물이 파괴되어 53~62명의 우크라이나 전쟁 포로(POW)가 사망하고 부상자는 75~130명에 달했다. 수감자들은 주로 마리우폴 포위전에서 우크라이나의 마지막 거점인 아조우스탈 단지를 방어했던 아조프 연대에 속한 군인들이었다.
우크라이나군 참모부는 러시아군이 우크라이나 전쟁포로에 대한 고문과 살해를 은폐하기 위해 막사를 폭파했다고 밝혔으며, 우크라이나 당국은 파낸 무덤의 위성 사진을 제공했다고 밝혔다. 러시아의 과실을 나타내는 통신을 가로채는 동안 러시아인들은 HIMARS 로켓이 우크라이나 영토에서 발사되었다고 제안했다. 법의학 및 무기 전문가의 작업과 위성 이미지를 기반으로 한 독립적인 조사에 따르면 러시아 버전의 사건은 조작 및 허위 정보일 가능성이 매우 높은 것으로 나타났다. 피해가 HIMARS 로켓에 의해 발생했을 가능성은 거의 없고 대신 증거가 있기 때문이다. 감옥이 건물 내에서 터진 폭탄으로 폭파되었다고 암시한다.
8월 3일, 안토니오 구테헤스 유엔 사무총장은 러시아와 우크라이나의 요청에 따라 진상조사단을 설치하기로 결정했다고 발표했다. 그러나 러시아는 유엔과 국제적십자사와의 협력을 거부했고, 진상조사단은 해체됐다.

## 같이 보기
- 러시아의 우크라이나 침공에서 러시아가 저지른 전쟁 범죄